# دیوید رایمر
دیوید رایمر (متولد به نام بروس پیتر رایمر؛ ۲۲ اوت ۱۹۶۵–۴ مه ۲۰۰۴) فردی کانادایی بود که مرد به دنیا آمد اما پس از اینکه آلت تناسلی‌اش طی یک ختنه در دوران شیرخوارگی به شدت آسیب دید، به دنبال توصیه‌ها و مداخلات پزشکی به‌عنوان دختر (با نام برندا) بزرگ شد.
جان مانی روان‌شناس بر این پرونده نظارت کرد و این تغییر را موفقیت‌آمیز و به عنوان مدرکی مبنی بر اینکه هویت جنسیتی در درجه اول آموختنی است، گزارش کرد. میلتون دایموند، متخصص جنسی آکادمیک، بعداً گزارش داد که درک رایمر مبنی بر اینکه او یک دختر نیست بین سنین ۹ تا ۱۱ سالگی متبلور شده‌است و او تا سن ۱۵ سالگی به عنوان یک مرد زندگی می‌کند. او سال‌ها در محافل پزشکی به‌طور ناشناس به عنوان دختر شناخته شده بود. او در ۳۸ سالگی پس از تحمل افسردگی شدید خودکشی کرد.
بعدها فاش شد جان مانی، دیوید و برادر دوقلویش را در کودکی به انجام اعمال جنسی (که مانی آن را برای تحقیقاتش اعلام می‌کرد) نیز مجبور کرده و از آن‌ها عکس می‌گرفت.